# 奧迪 e-tron GT
奧迪 e-tron GT（英文：Audi e-tron GT）是由德國汽車製造商奧迪所開發和生產的純電動車。

## 總覽
奧迪在2018年11月於洛杉磯公布e-tron GT的概念車，預計兩年後量產。該車款成為奧迪e-tron和奧迪e-tron Sportback休旅車後，第三款奧迪純電動車。
2021年2月，奧迪正式發表量產版本的Audi e-tron GT，其外觀大致與2018年的概念車相同，有強硬的輪匡、強悍的車頭燈，以及在水箱罩採用六角形設計。後半段車頂以斜坡下滑，和線型的煞車燈融合。不同於概念車，量產版本未採用隱藏式車門把手。此外，奧迪e-tron GT內建揚聲器，能在車輛加速或減速時發出特殊聲音。
奧迪 e-tron GT 和保時捷Taycan 使用相同的J1生產平台。兩車共用大量技術，百分之40的零件是相同的。和Taycan一樣，e-tron GT 也是四門純電動轎車。此外，兩車的底盤電池皆有挖洞，增加後座乘客腿部空間。
奧迪e-tron GT於2020年12月投入生產，比正式發表提早2個月。不同於e-tron休旅車系列在比利時生產，奧迪將e-tron GT的產線設於德國內卡蘇爾姆。
奧迪e-tron GT有84kWh 的可用鋰離子電池（總共93.4kWh），前後輪個由一個永磁同步馬達驅動，屬於全輪驅動車款。該車由0加速至時速100公里需要4.2秒，最高速度為時速245公里。電池的穩定輸出功率為350kW（469hp），最高功率為390kW（523hp）。此外，奧迪也推出更具跑車性能的RS版本，其0加速至時速100公里需要3.3秒，最高速度為時速250公里。電池穩定功率為440kW（590hp），必要時最高可輸出475kW（637hp）。
奧迪e-tron GT的續航里程約為400公里。

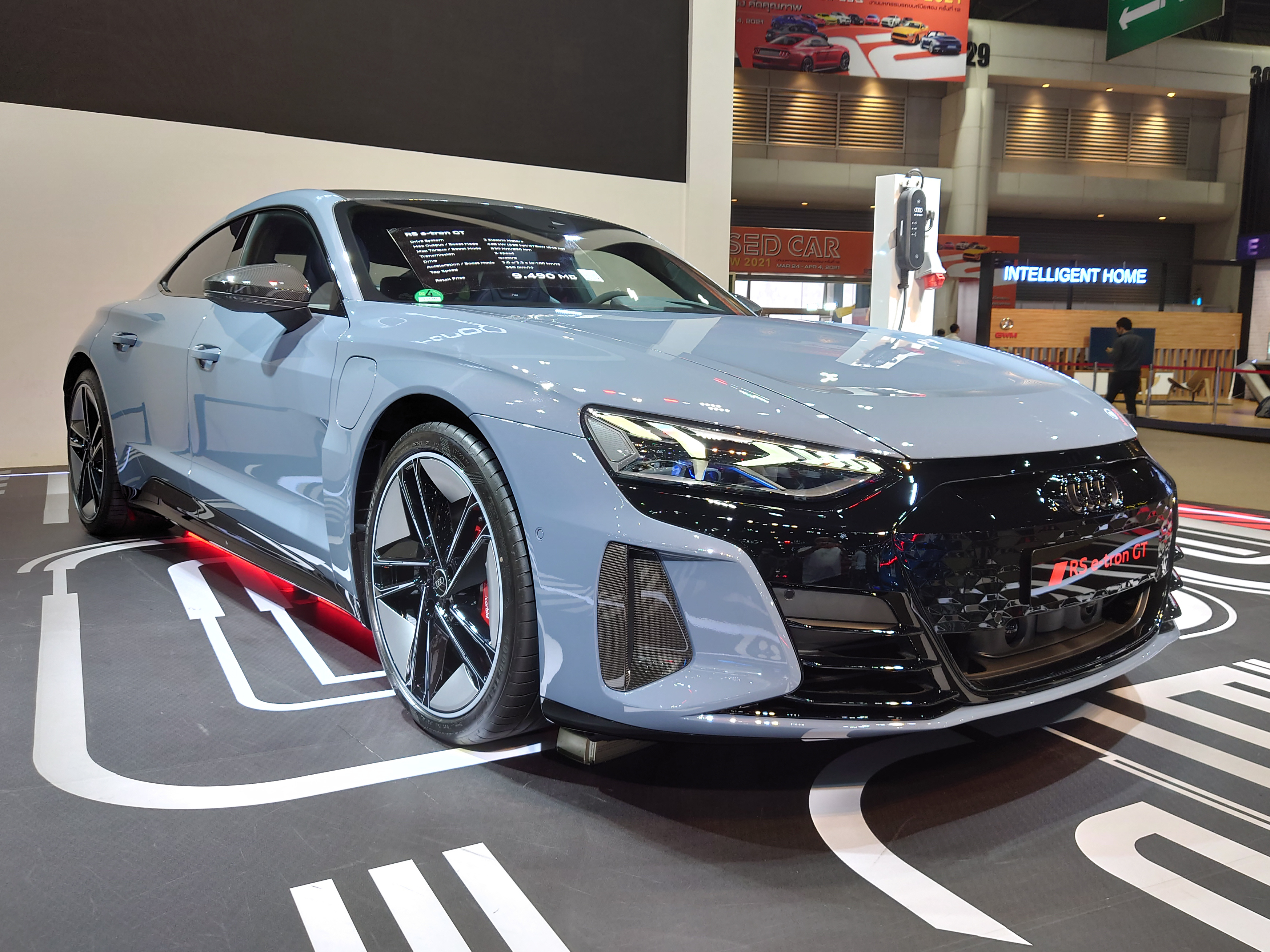
奧迪e-tron GT車頭
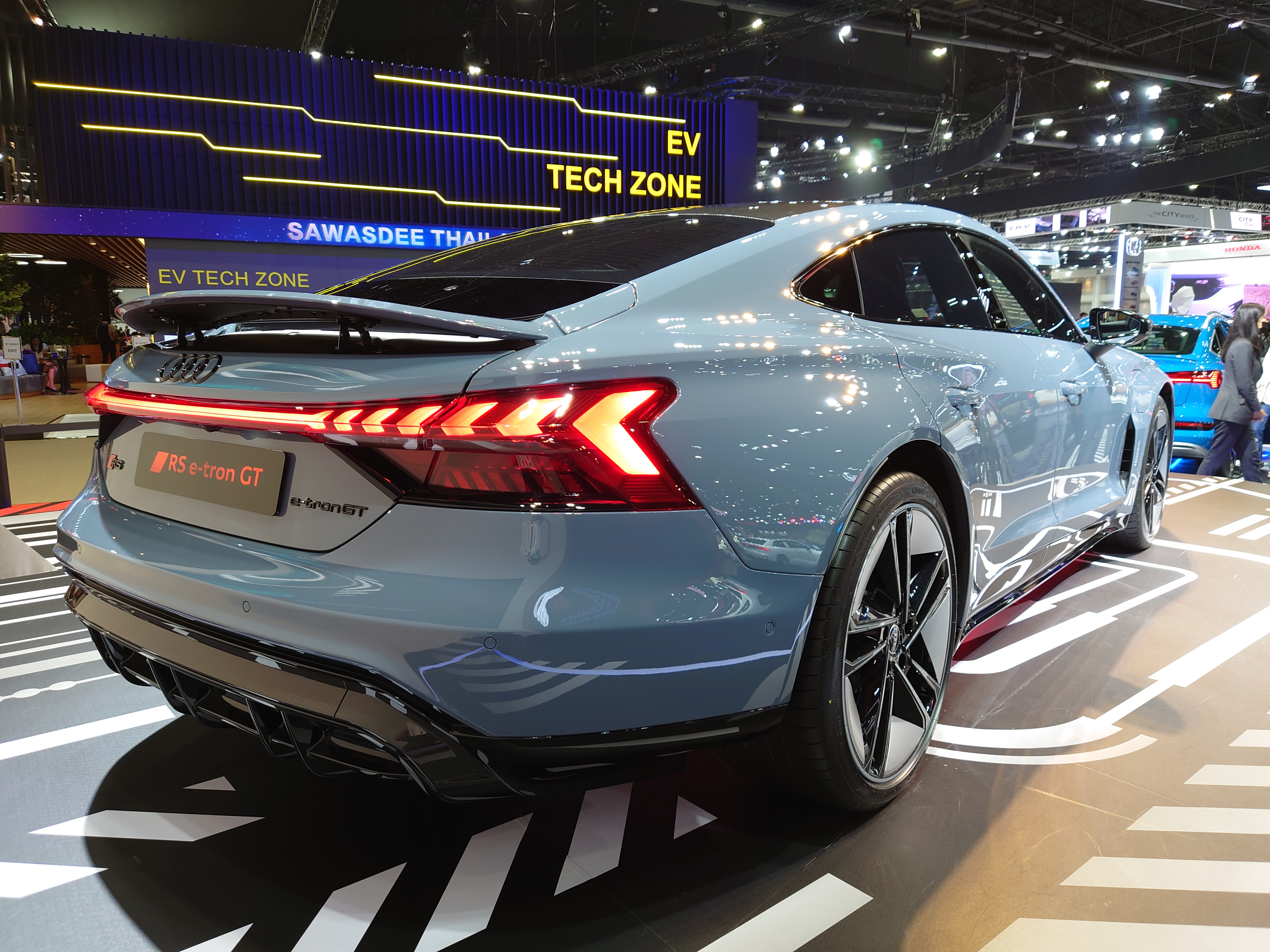
奧迪e-tron GT車尾

## 流行文化
在2019年超級英雄電影復仇者聯盟：終局之戰中，東尼·史塔克駕駛一輛黑色奧迪e-tron GT。當時該車款仍在研發，漫威影業要求奧迪打造一部原型車，由小勞勃·道尼（電影中飾演東尼·史塔克）駕駛至電影首映會。